# عبدالقادر ناصری
عبدالقادر بن حاج رشید کردی بن حاج اسماعیل، معروف به عبدالقادر ناصری شاعر و نویسنده عراقی اهل شهر سلیمانیه کردستان عراق است. اجداد وی از اهالی قره داغ یکی از مناطق اطراف شهر سلیمانیه و به تصوف مشهور بوده‌اند. از او تعداد زیادی دیوان شعر صادر شده‌است.

## زندگی
عبدالقادر در سال ۱۹۲۰ در شهر سلیمانیه متولد شد. پدرش حاجی رشید با تعدادی از شخصیتهای کرد و خانواده‌های آنها - به دلیل مشارکت یا حمایت از انقلاب کردستان به رهبری شیخ محمود برزنجی (معروف به حفید) - از سلیمانیه به شهر منتفک (که بعدها ناصریه نامیده شد) تبعید شدند. پدرش پس از ازدواج مجدد با یکی از زنان اهل ناصریه در این شهر باقی ماند و تا زمان مرگ در آنجا ماند. بدین سبب عبدالقادر لقب ناصری گرفت و در طول زندگی به آن افتخارمی نمود. وی تحصیلات متوسطه خود را در بغداد به پایان رساند. سپس برای گذراندن تحصیلات عالی خود به پاریس عزیمت کرد، اما تلاشهای وی ناموفق بود. او سپس به بغداد بازگشت و در مطبوعات به عنوان شاعر و نویسنده برای مقالات ادبی فعالیت نمود. وی سپس تا آخرین روزهای حیاتش به عنوان روزنامه‌نگار در دبیرخانه پایتخت منصوب شد. وی در سال ۱۹۶۲ به دلیل ایست قلبی در حالی که در خارج از خانه بود، درگذشت و در مقبره الغربا دفن شد. این او را زود رها کرد و در محرومیت زندگی کرد - گرچه پدرش که در آن زمان در تجارت کار می‌کرد، خوشحال بود - همان‌طور که در بسیاری از اشعار او بازتاب یافته‌است.

## آثار شاعرانه
وی صاحب دیوانهای زیر است: «ملودی‌های درد» - مطبعة الأهالی - بغداد ۱۹۳۹ (۵۶ صفحه)، «صدای فلسطین» - انتشارات دانشگاه - بغداد ۱۹۴۸ (۷۰ صفحه)، و دیوان «عبدالقادر رشید الناصری» - قسمت اول - کامل خمیس آن را تألیف و چاپ نمود - چاپخانه شفیق - بغداد ۱۹۶۵ (۲۶۴ صفحه)، و دیوان «ناصری» - قسمت دوم - هلال ناجی و عبدالله الجبوری آن را جمع‌آوری نمودند - چاپخانه عانی - بغداد ۱۹۶۶، دیوان «ناصری عبدالقادر رشید» - قسمت سوم - جمع‌آوری، تحقیق و مطالعه عبدالکریم راضی جعفر - خانه امور فرهنگی - بغداد ۱۹۹۲ (۱۸۶ صفحه). مقدمه‌های دیوان‌های او را روشنفکران بزرگ عرب همچون: جمیله علایلی، محمد رضا شبیبی، سامی کیالی، هلال ناجی، عبدالله جبوری، عبدالکریم راضی جعفر، محمد مهدی جواهری و سایرین نوشته‌اند.